# Leroy Gomez
Leroy Gomez (* 8. Juli 1950 in Cape Cod, Massachusetts, Vereinigte Staaten) ist ein Popsänger und Saxophonist, der in den späten 1970er Jahren durch den von ihm gesungenen Santa-Esmeralda-Titel Don’t Let Me Be Misunderstood international bekannt wurde.

## Biografie
Bereits mit 14 Jahren gründete Leroy Gomez seine erste eigene Band. Er arbeitete auch als Sänger und Saxophonist für viele lokale Gruppen und kam so zur Disco-Band Tavares, mit der er durch die USA, Kanada und Europa tourte. Paris gefiel ihm so gut, dass er sich dort niederließ. In Frankreich war Gomez als Sessionsänger und -saxophonist tätig und arbeitete u. a. für Patrick Juvet, Gilbert Becaud, Claude François und Laurent Voulzy. Des Weiteren spielte er das Saxophon auf Elton Johns Album Goodbye Yellow Brick Road.
Die erste Solo-Single Here We Go Around wurde 1975 ein Hit in Frankreich. Zufällig lernte Gomez den Produzenten Nicolas Skorsky kennen, mit dem er in der Disco-Szene Fuß fassen wollte. Skorsky machte ihn mit den Musikern von Santa Esmeralda bekannt und engagierte ihn als deren Sänger, bis er 1978 von Jimmy Goings ersetzt wurde. Danach konzentrierte sich Gomez wieder auf seinen Job als Saxophonist. Er spielte für Jose Manuel, Jose Feliciano und andere, war aber auch der erste Ausländer beim „Gondola d’Oro“ des Venice Music Festivals.
Heute ist Leroy Gomez als Solokünstler aktiv, aber auch Mitglied der neu formierten Santa Esmeralda. 2010 erschien seine Single Bang Bang Baby.

## Diskografie

### Alben
- 1977: Don’t Let Me Be Misunderstood (Santa Esmeralda starring Leroy Gomez)
- 1977: Santa Esmeralda (Santa Esmeralda starring Leroy Gomez)
- 1978: Number One Man
- 1978: Gypsy Woman
- 1979: I Got It Bad
- 2000: Presents Spanish Disco Nights (Santa Esmeralda starring Leroy Gomez)
- 2000: Don’t Let Me Be Misunderstood (Santa Esmeralda feat. Leroy Gomez)
- 2002: Lay Down My Love (Santa Esmeralda feat. Leroy Gomez)
- 2004: The Greatest Hits (Santa Esmeralda feat. Leroy Gomez)

### Singles
- 1975: Here We Go Round
- 1977: Don’t Let Me Be Misunderstood + Esmeralda Suite (Santa Esmeralda starring Leroy Gomez)
- 1978: Spanish Harlem / Gypsy Love
- 1978: Gypsy Woman
- 1978: Jaywalk
- 1979: Get up Boogie
- 1980: Tu mi manchi dentro
- 1995: Wonderful World
- 2010: Bang Bang Baby
- 2010: Everybody in Love
- 2011: Come the Night (vs. Ricky Rocco)
- 2011: I Can Feel It (vs. Ricky Rocco)
- 2011: A Little Love (vs. Ricky Rocco)
- 2011: Che Guevara (vs. Ricky Rocco)
- 2011: Believe in Me (vs. Ricky Rocco)
- 2011: Living for Your Love (vs. Ricky Rocco)
- 2011: Angel (vs. Ricky Rocco)
- 2012: Another Cha Cha / Cha Cha Suite (Santa Esmeralda feat. Leroy Gomez)
- 2012: Shine On (The Grimace vs. Ricky Rocco feat. Leroy Gomez)
- 2013: Crazy for Your Love (Ricky Rocco feat. Leroy Gomez)
- 2013: River of Love (Ricky Rocco vs. Leroy Gomez)
- 2013: The House of the Rising Sun / Quasimodo Suite (Santa Esmeralda feat. Leroy Gomez)